# Порта, Карло
Карло Порта (итал. Carlo Porta; 15 июня 1775, Милан — 5 января 1821, Милан) — итальянский поэт из Милана. Самый известный из литераторов, писавших свои произведения на миланском диалекте западноломбардского языка.

## Биография

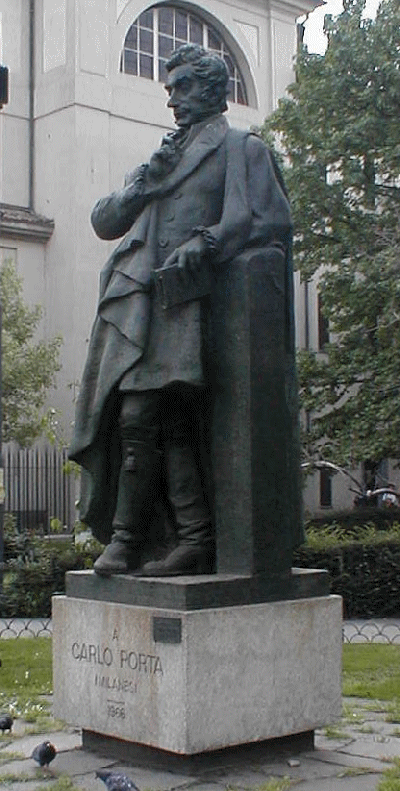
Памятник Карло Порта в Милане

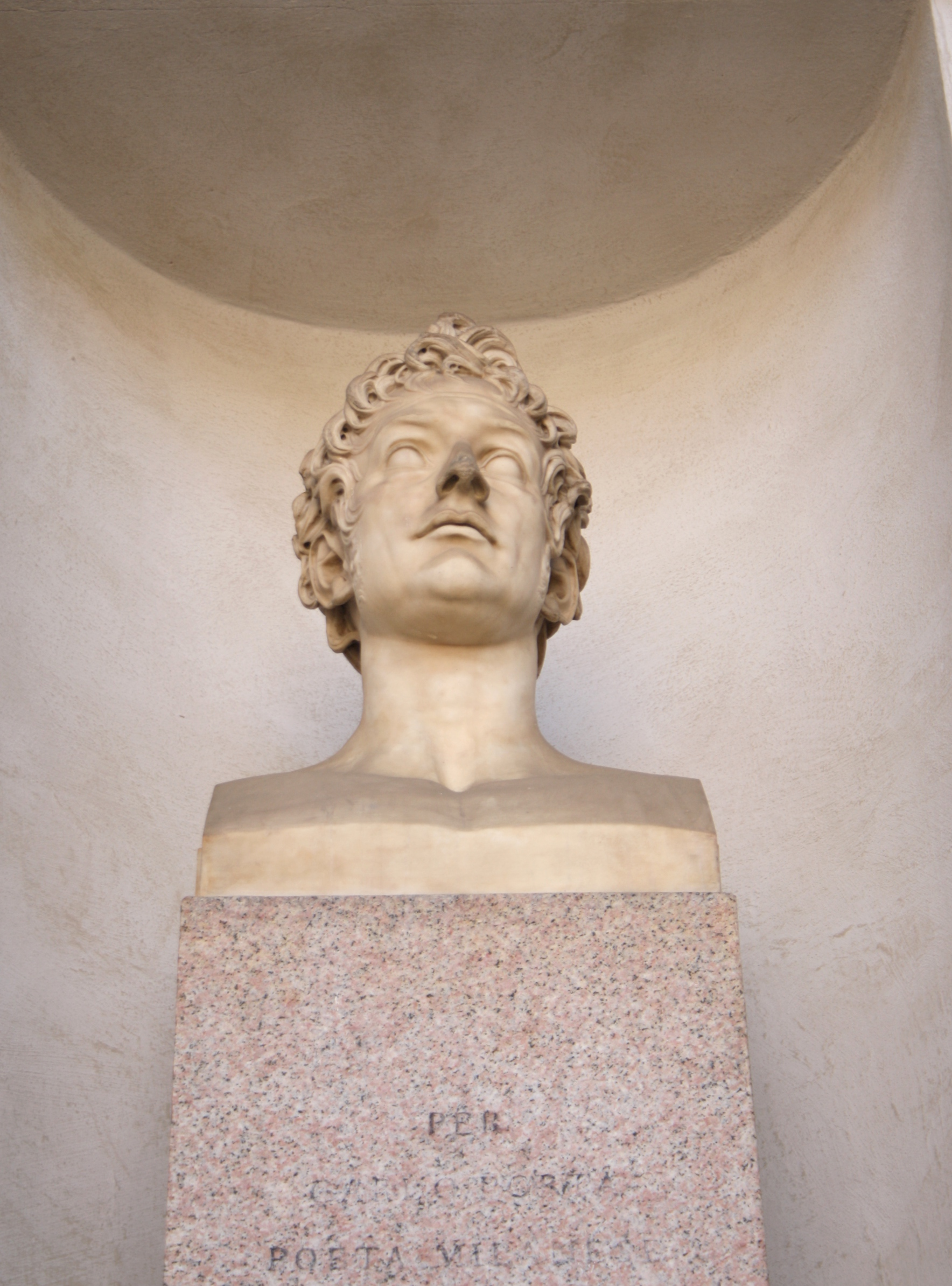
Бюст Карло Порта

Родился в купеческой семье. До 1792 года учился в Монце, затем в семинарии Милана. С 1796 до 1799 года работал в Венеции (где жил один из его братьев).
С 1804 года до своей смерти в 1821, К. Порта работал государственным чиновником.
Умер в Милане в январе 1821 года от приступа подагры и был похоронен в церкви Сан-Грегорио. Его могила была впоследствии потеряна, но его надгробие, по-прежнему, сохраняется в хранилище этой миланской церкви.

## Творчество
Как поэт дебютировал в 1790 году.
Ранняя политическая сатира К. Порта направлена против наполеоновского господства; позже поэт резко нападал на политический режим реакции, на Габсбургскую монархию.
К. Порта ‒ мастер социальной карикатуры, высмеивал аристократическое чванство, выступал против социального неравенства. Прославился своими нападками на церковь ‒ остросоциальные карикатуры «Приключения отца Диодата», «Чудо», «Молитва», «Видение», «Война священнослужителей», написанные в традициях Рабле и Боккаччо.
К. Порта также автор лирических стихов, забавных бытовых сценок, где с большой симпатией рисовал простых людей. Его стихи отличаются колоритным языком, по лексике близким к разговорному, изобилуют фольклорными образами. Испытал влияние творчества Карло М. Маджи. 

## Избранные произведения
- 1810 — La mia povera nonna la gh’aveva
- 1810 — Brindisi de Meneghin all’Ostaria
- 1811 — E daj con sto chez-nous, ma sanguanon
- 1812 — Desgrazzi de Giovannin Bongee
- 1812 — Quand vedessev on pubblegh funzionari
- 1813 — Fraa Zenever
- 1813 — On Miracol
- 1814 — Fraa Diodatt
- 1814 — Paracar che scappee de Lombardia
- 1815 — Marcanagg i politegh secca ball
- 1815 — La Ninetta del Verzee
- 1816 — El lament del Marchionn di gamb avert
- 1819 — La nomina del cappellan

Автор либретто к операм:
- I desgrazzi de Giovannin Bongee (1812)
- La ninetta del Verzee (1814)
- Lament del Marchionn di gamb avert (1816)

В 1804—1805 работал над переводом «Божественной комедии» Данте Алигьери на
миланский диалект, однако перевод остался не оконченным.